# 고짓코쿠역
고짓코쿠역(일본어: 五十石駅)은 일본 홋카이도 가와카미 군 시베차정에 위치한 홋카이도 여객철도 센모 본선의 철도역이었다. 역 번호는 B60이며, 단선 승강장 1면 1선의 구조를 갖춘 지상역이었다.

## 역 주변
- 국도 제391호선

## 역사
- 1927년 9월 15일 : 일본국유철도의 역으로서 개업. 일반역.
- 1960년 10월 25일 : 화물 취급 폐지.
- 1973년 2월 5일 : 역무원 배치가 운전 취급 요원으로만 한다. 소화물 취급 · 출개찰 업무 폐지.
- 1986년 11월 1일 : 역무원 배치 종료. 전자 폐색화가 시행될 때, 교행 설비 폐지.
- 1987년 4월 1일 : 일본국유철도 분할 민영화에 의해, 홋카이도 여객철도가 승계.
- 2017년 3월 4일: 역 업무를 폐지.

## 인접 역
| 홋카이도 여객철도 센모 본선 | 홋카이도 여객철도 센모 본선 | 홋카이도 여객철도 센모 본선     |
| --------------------------- | --------------------------- | ------------------------------- |
| B 61 시베차 아바시리 방면   | ■ 센모 본선                 | 가야누마 B 59 히가시쿠시로 방면 |